# Johann Trinkl
Johann Trinkl (* 23. November 1910 in Heiligenbrunn; † 31. Oktober 1990) war ein österreichischer Landwirt, Weinbauer und Lokalpolitiker. Bekanntheit erlangte er als Uhudler-Rebell Rübezahl, der sich für eine Aufhebung des bis zum Jahr 1992 bestehenden gesetzlichen Verbotes des Uhudler einsetzte. Von 1955 bis 1959 war er Bürgermeister seiner Heimatgemeinde Heiligenbrunn.

## Leben und Wirken
Trinkl wurde in der südburgenländischen Gemeinde Heiligenbrunn im damaligen Königreich Ungarn in einfache Verhältnisse geboren. Wie der Großteil der Bevölkerung bestand seine Familie aus Kleinbauern, die hauptsächlich für den Eigenverbrauch in den Steilhängen am Westrand des Dorfes auch Wein anbauten. Jede der Familien besaß im Kellerviertel Heiligenbrunn ein Kellerstöckl mit dazugehörigem Weingarten, in denen seit dem Ende des 19. Jahrhunderts auch amerikanische Direktträgerweinsorten angebaut werden, die heute als Uhudler bekannt sind.
Aufgrund der Annahme die Konsumation dieser Weinsorten würde sich negativ auf die Gesundheit auswirken, wurden Produktion und Vertrieb schrittweise eingeschränkt, und es kam 1985 zu einem Totalverbot der Inverkehrsetzung. Auf Anweisung von Kontrolloren der Lebensmittelbehörden mussten tausende Liter Wein durch Ausschütten der Fässer entsorgt werden. Zusammen mit anderen Weinbauern versuchte sich Trinkl dagegen zu wehren, ignorierte das Verbot, und schenkte den Wein weiterhin aus. Er vertrat die Ansicht, dass ein natürlich produzierter Wein, den die Bevölkerung seit Jahrzehnten anbaute und ihr ganzes Leben trank, nicht schädlich sein könne. Im November 1986 wurde Trinkl vom Landesgericht Eisenstadt für schuldig befunden gegen das Weingesetz verstoßen zu haben, und das Gericht ordnete die Vernichtung des Weins an. Gesundheitliche Probleme aufgrund eines erlittenen Herzinfarktes nutzte der Bettlägerige aber um den Behörden mehrfach den Zutritt zu seinem Weinkeller zu verwehren.
Diese Auseinandersetzungen der Behörden mit dem kämpferisch auftretenden Weinbauern förderten den Bekanntheitsgrad Trinkls und machten ihn als Uhudler-Rebell bekannt.

## Werbeträger
Aufgrund seiner Beharrlichkeit im Widerstand gegen das Weinverbot und seines ungewöhnlichen Erscheinungsbildes mit Rauschebart, langen, hochgesteckten Haaren und einer Netzhaube, wurde der oft barfuß in seinen Weingärten herumwandernde Johann Trinkl zu einem wichtigen Werbeträger von Gemeinde und Region. Er ist das Markengesicht zweier Vereine, des sogenannten Uhudler-Landes und wird seit 2020 auch als Werbeträger für eine eigene Wein-Linie von Uhudler-Winzern aus den Bezirken Güssing und Jennersdorf verwendet.

## Rübezahl-Skulptur

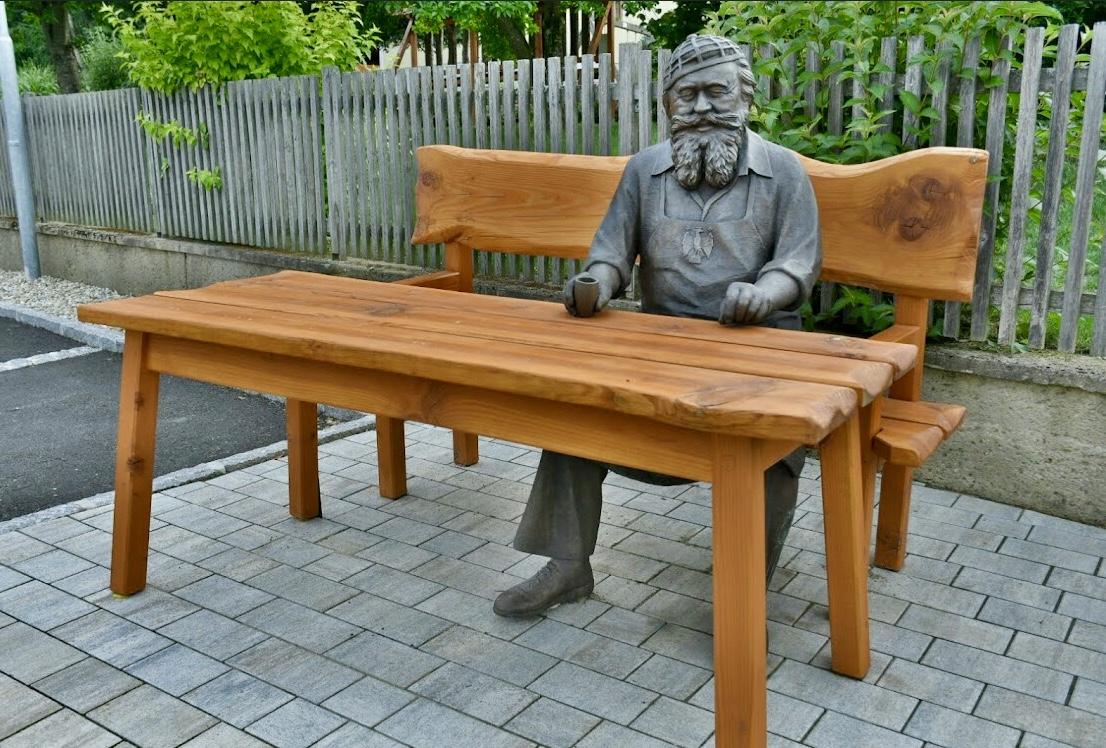
Bronzeskulptur von Johann Trinkl in Heiligenbrunn

Der Künstler Rudolf Lehner schuf bis 2021 eine lebensgroße Bronze-Skulptur von Trinkl, die ihn sitzend mit einem Glas Wein darstellt. Das Kunstwerk wurde der Gemeinde Heiligenbrunn als Leihgabe zur Verfügung gestellt und 2022 in der Nähe des Gemeindeamtes an der Kreuzung zur Großmürbischer Straße (L401) aufgestellt. Die Skulptur befindet sich auf einer Holzbank mit Tisch, die eigens für das Denkmal hergestellt und am Rand des Öko-Energiegartens errichtet wurde. Die Bank ist breit genug, um Personen die Möglichkeit zu geben, neben Rübezahl Platz zu nehmen.

## Sonstiges
- Der Name Rübezahl entstand laut Erzählung seiner Tochter durch den langen Bart, den sich Trinkl einmal wachsen habe lassen. Von Freunden darauf angesprochen, dass er aussehe aus wie Rübezahl, habe ihn dazu bewegt den Bart auch weiterhin so zu tragen.[1]
- Trinkl war der Onkel des aktuellen Bürgermeisters der Gemeinde Heiligenbrunn, der ebenfalls den Namen Johann Trinkl trägt.[1]